# Paolino di Nola
Paolino di Nola, ovvero Ponzio Anicio Meropio Paolino (Bordeaux, 355 – Nola, 22 giugno 431), è stato un vescovo italiano, originario della Aquitania, venerato dalla Chiesa cattolica come santo. Fu vescovo di Nola nel V secolo. È considerato dalla Chiesa il patrono dei campanari "ad orbis", poiché a lui è attribuita, per convenzione, l'invenzione delle campane come oggetti utilizzati in ambito ecclesiastico.

## Agiografia

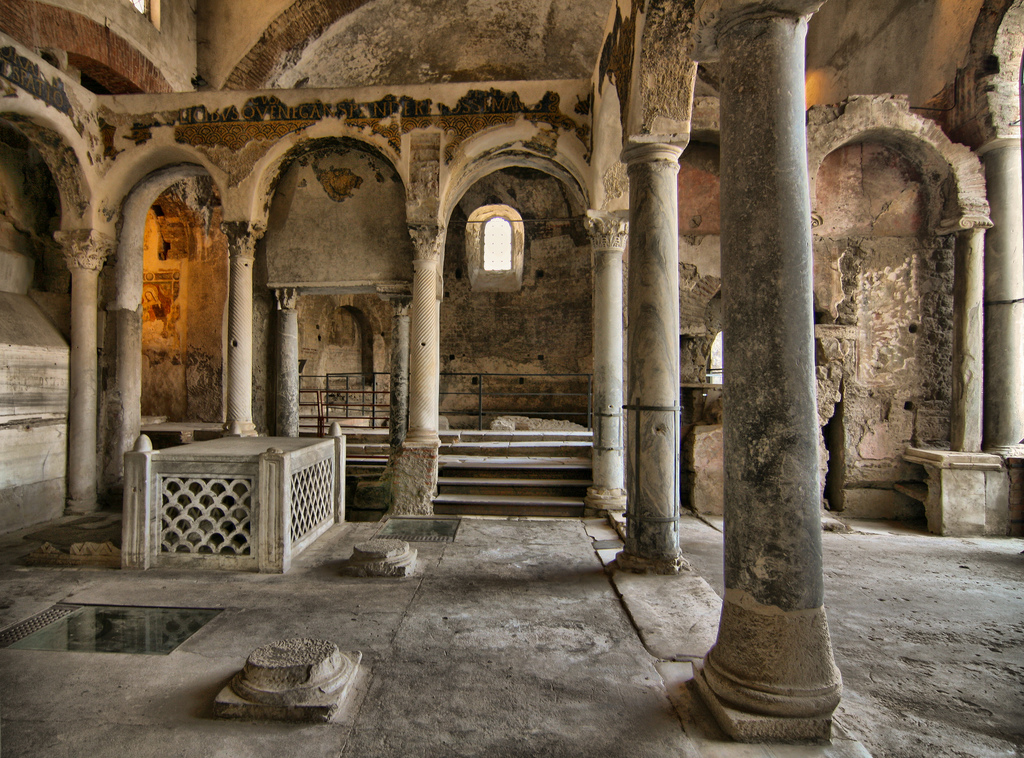
La basilica paleocristiana di Cimitile, presso Cimitile, con le tombe di san Felice e san Paulino

Giovanni Bernardino Azzolino, San Paolino libera i nolani dai saraceni (1626-1630), Napoli, Pio Monte della Misericordia

Nato in un'illustre famiglia di senatori e consoli, era figlio del prefetto della Provincia d'Aquitania. Studiò legge e filosofia, e a quindici anni, quando il maestro si trasferì a Milano, aveva già completato gli studi letterari. A poco più di vent'anni era annoverato tra i seicento senatori. Nel 378, uscito di carica, gli spettava il governo di una provincia senatoria e scelse la Campania. Anziché insediarsi a Capua preferì Nola, dove aveva alcuni possedimenti. A Cimitile, vicino a Nola, era venerato san Felice. Prima di tornare in Aquitania, secondo una cerimonia di tradizione pagana, Paolino si tagliò la barba e la consacrò a san Felice, reputato "martire", pur non avendo versato sangue, per come aveva accettato le sofferenze in vita. A Barcellona conobbe Therasia, donna ricca e bella, ma (diversamente da lui) cristiana e battezzata. Therasia divenne la sua consorte e lo guidò verso la conversione. Nel 389, a 35 anni circa, nella chiesa di Bordeaux, Paolino ricevette il battesimo dal vescovo Delfino. Nel 392 dalla coppia nacque Celso, che morì appena otto giorni dopo la nascita. L'evento segnò Paolino per sempre e lo spinse ancora di più a rifugiarsi nella fede. Il suo percorso di conversione era completo.
Nel 393 Paolino si trovava a Barcellona e, durante una celebrazione liturgica del Natale, i fedeli invocarono: «Paolino sacerdote...!». Decise di farsi ordinare presbitero, secondo la massima: "Voce di popolo, voce di Dio". Dopo l'ordinazione, nel 394, partì per un viaggio in Italia dove conobbe sant'Ambrogio. Durante una sosta in Toscana Paolino e la moglie decisero di dedicarsi totalmente alla vita monastica. Egli decise di stabilirsi a Nola, dove aveva soggiornato da governatore della Campania e dove si trovava la tomba di san Felice, cui era particolarmente devoto. Fondò un cenobio maschile e uno femminile, che si distinsero per l'intensa vita di preghiera e l'assistenza ai poveri. Appena arrivato, si ammalò gravemente; guarì solo dopo lungo tempo (secondo la leggenda agiografica, la guarigione fu dovuta a un miracolo di san Felice).
In seguito fece innalzare una basilica a san Felice, al posto del modesto santuario allora esistente, e attorno vi edificò una serie di chiostri ricchi di colonnati e fontane per accogliere le migliaia di pellegrini che ogni anno si recavano presso l'ara di san Felice. La moglie Therasia morì tra il 409 e il 414.
Il 24 agosto del 410 Alarico I, re dei Visigoti, entrò in Roma e la saccheggiò. Paolo, vescovo di Nola, morì in quell'anno, proprio quando Alarico era alle porte della città. Il popolo dei fedeli, con situazione analoga a quella di Barcellona, invocò: «Paolino Vescovo!», e di nuovo egli accettò la carica. Nola fu presa e devastata dai visigoti, e molti abitanti vennero fatti prigionieri. Paolino vendette caritatevolmente tutti i suoi averi, compresa la croce episcopale, per riscattare i prigionieri. Quando non ebbe più niente, offrì la propria persona agli invasori per riscattare l'unico figlio di una vedova. A 55 anni, passò dall'essere sacerdote a essere vescovo e poi schiavo nel giro di un anno. Giunto in Africa e venduto come schiavo, divenne il giardiniere del proprio padrone. Un giorno Paolino profetizzò l'imminente morte del re al suo padrone e, condotto innanzi al regnante, questi ne ebbe paura: in un suo sogno, Paolino presiedeva un tribunale di giudici contro di lui. Interrogatolo e scoperta la sua carica di vescovo, il padrone gli promise di concedergli qualsiasi cosa avesse chiesto; Paolino rispose che non desiderava altro che la liberazione sua e di tutti i nolani con lui. Così avvenne, e questi tornarono al loro paese, accompagnati da navi cariche di grano. Sulla spiaggia di Torre Annunziata fu accolto assieme ai prigionieri riscattati dai fedeli nolani che portavano e sventolavano mazzi di fiori. Ancor oggi sopravvive la tradizione dell'accoglienza: la prima domenica dopo il 22 giugno, a Nola si tiene la Festa dei Gigli.

## Scritti
Paolino mantenne rapporti epistolari con i più noti religiosi del tempo, in particolare con Ambrogio, Gerolamo e Agostino. Il suo epistolario conta 49 lettere.
Scrisse inoltre i Carmina, una delle più alte testimonianze della poesia cristiana latina nell'Occidente dei primi secoli. Ce ne sono pervenuti 33, di cui 14 carmi natalizi. Ne compose uno ogni anno durante la sua permanenza a Nola, per il 14 gennaio, giorno del martirio di san Felice. Nel periodo di formazione e di studi compose vari poemetti, che non ci sono pervenuti.

## Poeta teologo
Da una decina di anni (vd. Iannicelli) si è fatta strada, un po' timidamente, una linea di indagine che ha voluto privilegiare gli aspetti teologici dell'opera di Paolino. Si è anche tentato di introdurre - accanto all'affermazione che Paolino comunque non sarebbe un teologo in senso stretto, cioè speculativo-dogmatico - una nuova definizione di teologia che si arricchirebbe di elementi esperienziali, ascetici, spirituali, simbolici. Questa linea è favorita da una nuova ricerca attualizzante e ridefinitoria del concetto di “teologia” e di “teologo”, che ‘a fortiori’ può essere estesa non solo a Paolino di Nola ma anche ad altri Padri. Superando il livello retorico di talune dichiarazioni di inefficacia, di incompetenza, di ignoranza, Paolino utilizza di fatto alcuni procedimenti tipici del fare teologia. Non sembra neppure che la sua “avversione” alla filosofia possa pregiudicare lo scandaglio teologico, ma anzi è affermazione più netta della superiorità del cristianesimo, del ragionare su Dio rispetto al mondo pagano. È interessante quanto scrive Giuseppe Morelli prima delle attualizzazioni odierne e senza le acquisizioni moderne (Joseph Morelli, De S. Paulini Nolani Doctrina Christologica, tesi di dottorato in Teologia, Pontificia Facultas Theologica Neapolitana apud Majus Seminarium, ex Typographica Officina Forense, Neapoli, MCMXLV, pp. 16–17), a cui va dato merito di aver focalizzato l'attenzione su un tema non secondario per uno scrittore cristiano: Sed, his non ostantibus, rite adfirmare possumus Nostrum, quamvis non semper theoreticam theologiam, sempre tamen cordis theologiam scribere. Et ipsae quaestiones disceptationesque dogmaticae, quae huc illuc notantur, minime suavitatem animi Paulini perturbant; neque impediunt quominus Noster elegans maneat scriptor, qui diligenter formam curet. Remanet igitur poeta, sed poeta theologus. Neque hoc in carminibus tantum apparet ac proinde Paulini epistolae dissimiles sunt Hieronymi et Augustini epistolis in quibus ardens et fervens fides quinti saeculi scriptorium pulsat, in quibus quaestiones subtiles urgent et obscurae, explicationesque abstrusae theologiae alternis vicibus agunt disceptationibus dogmaticis contra haereticos et schismata.

## Culto
Il Martirologio romano fissa la memoria liturgica il 22 giugno.

### Patronati

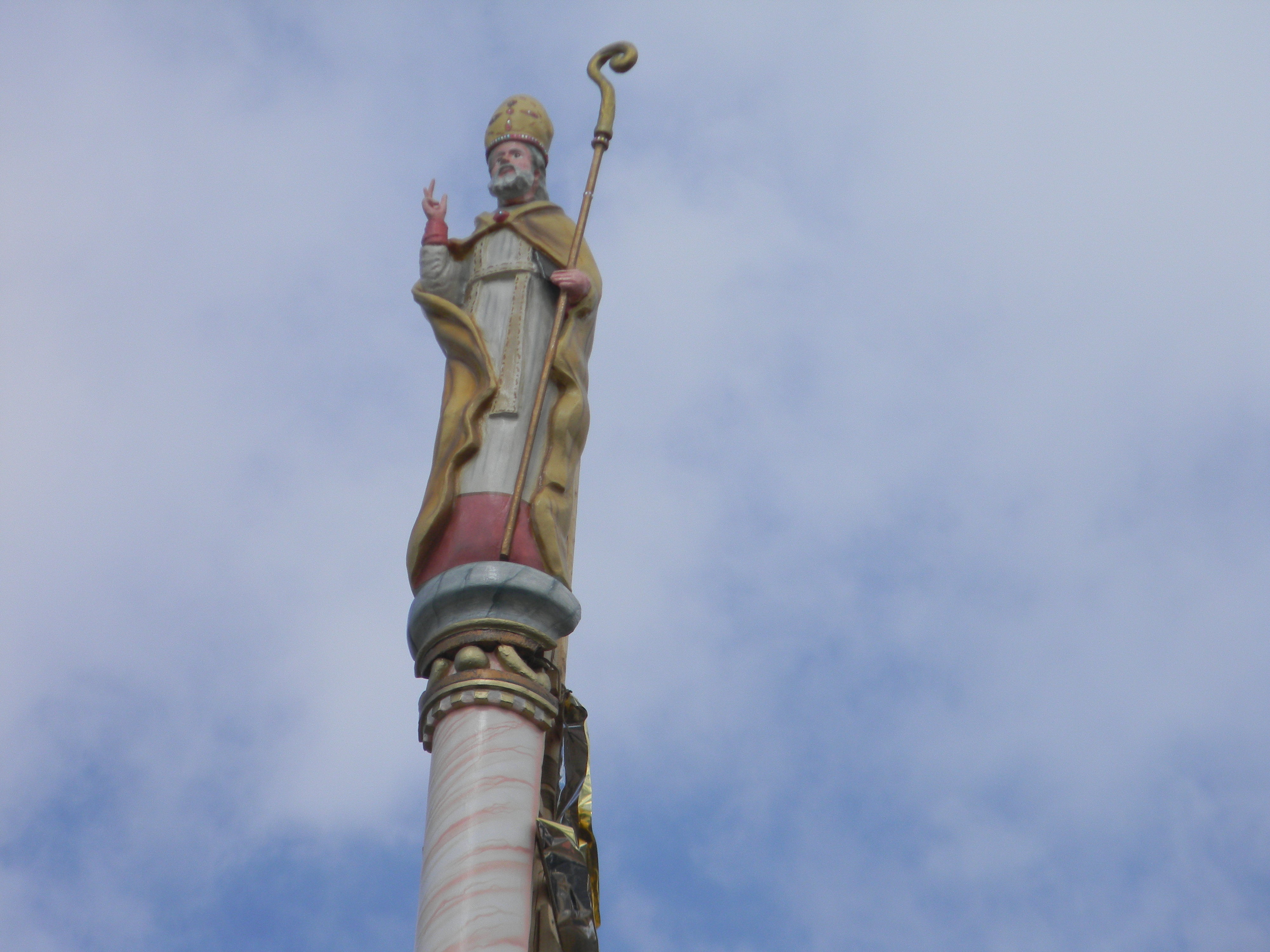
San Paolino in cartapesta sulla punta del Giglio

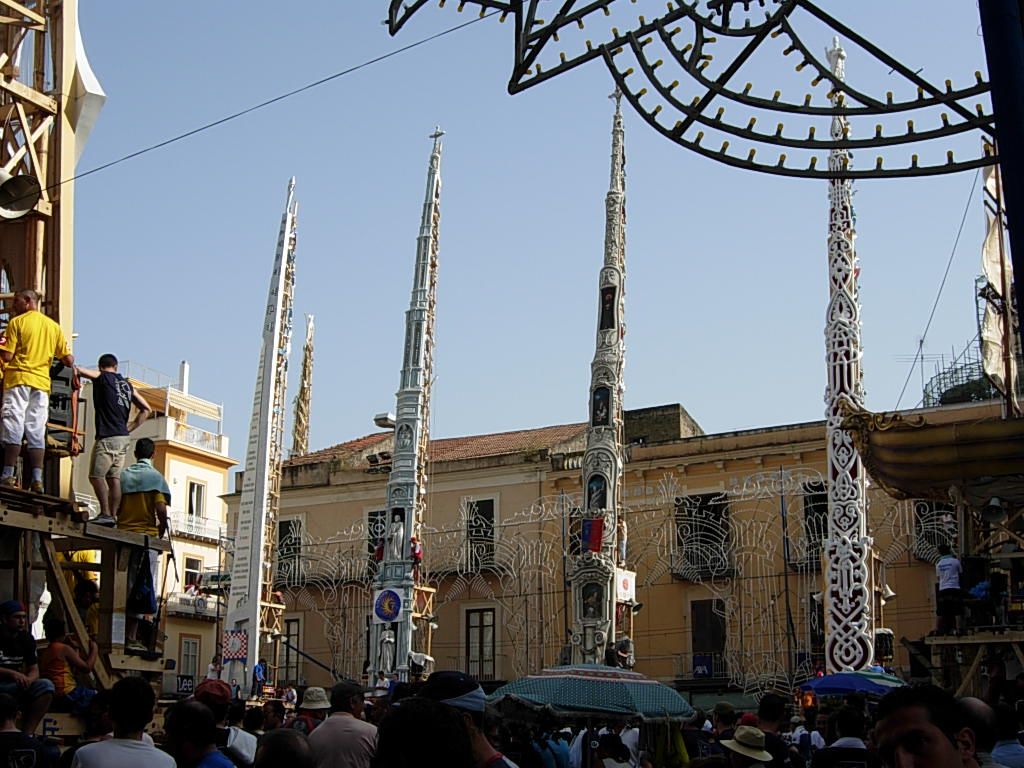
Festa dei Gigli a Nola

San Paolino è patrono dei campanari, o suonatori di campane. Inoltre è patrono della Diocesi di Senigallia e di diverse località, tra le quali Ratisbona e i seguenti comuni italiani:
- Nola (NA) compatrono
- Senigallia (AN) (4 maggio)
- Sutera (CL) compatrono
- Torregrotta (ME)
- Mili Marina (ME)
- Villamaina (AV)

## Galleria d'immagini

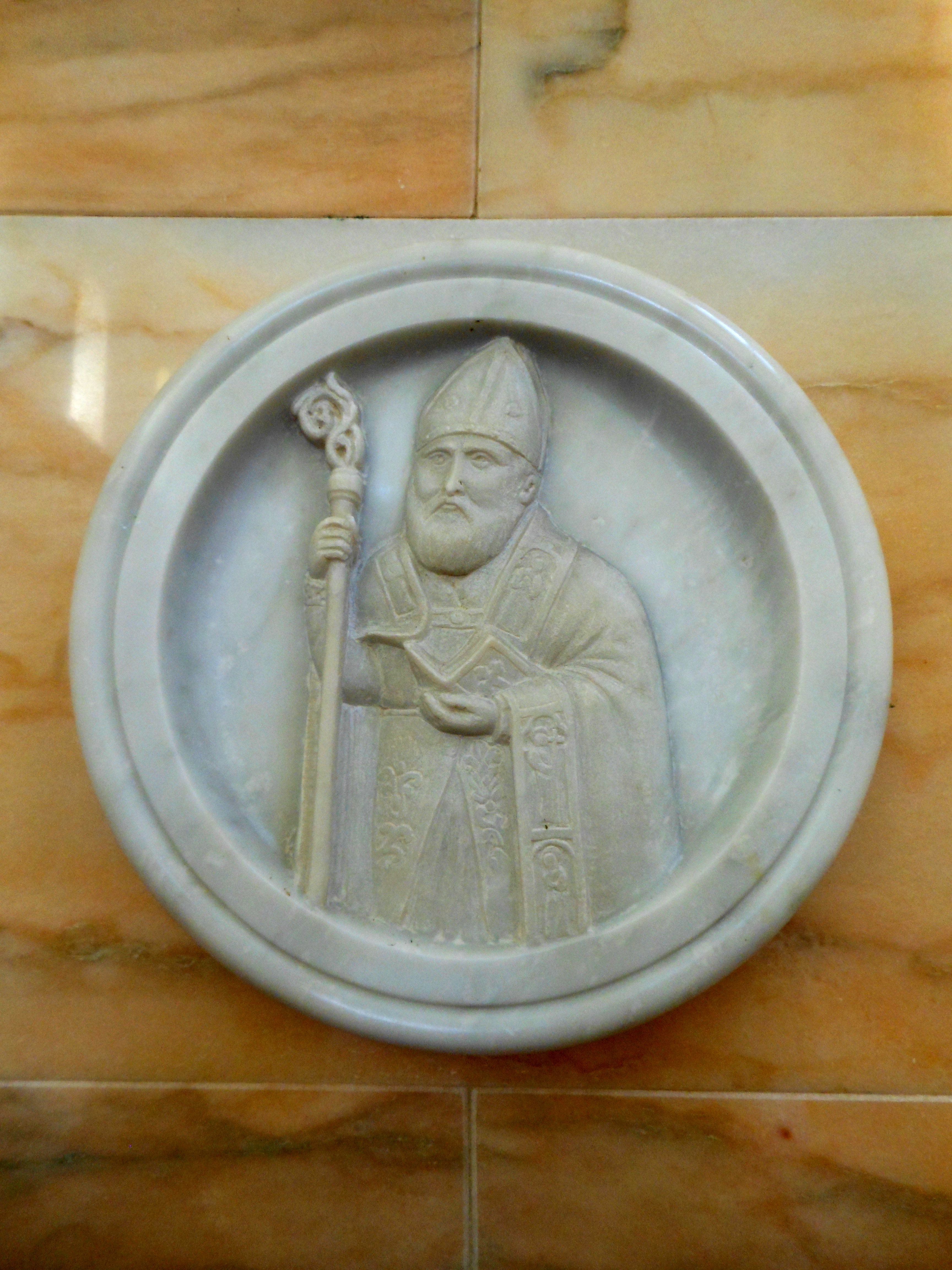
Bassorilievo raffigurante san Paolino. Particolare dell'altare nella omonima chiesa di Torregrotta
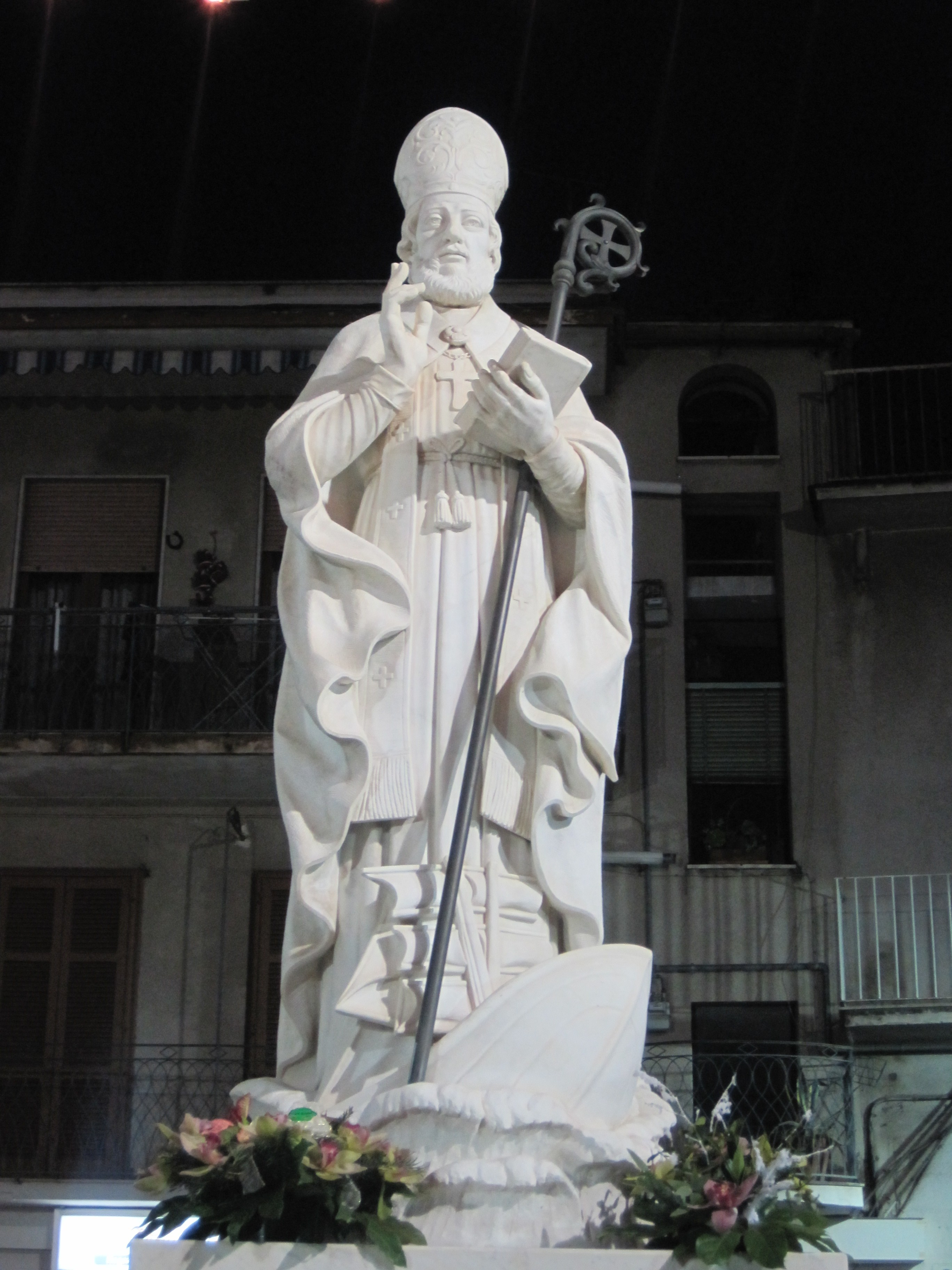
Statua in marmo di San Paolino in via Ottaviano Augusto a Nola
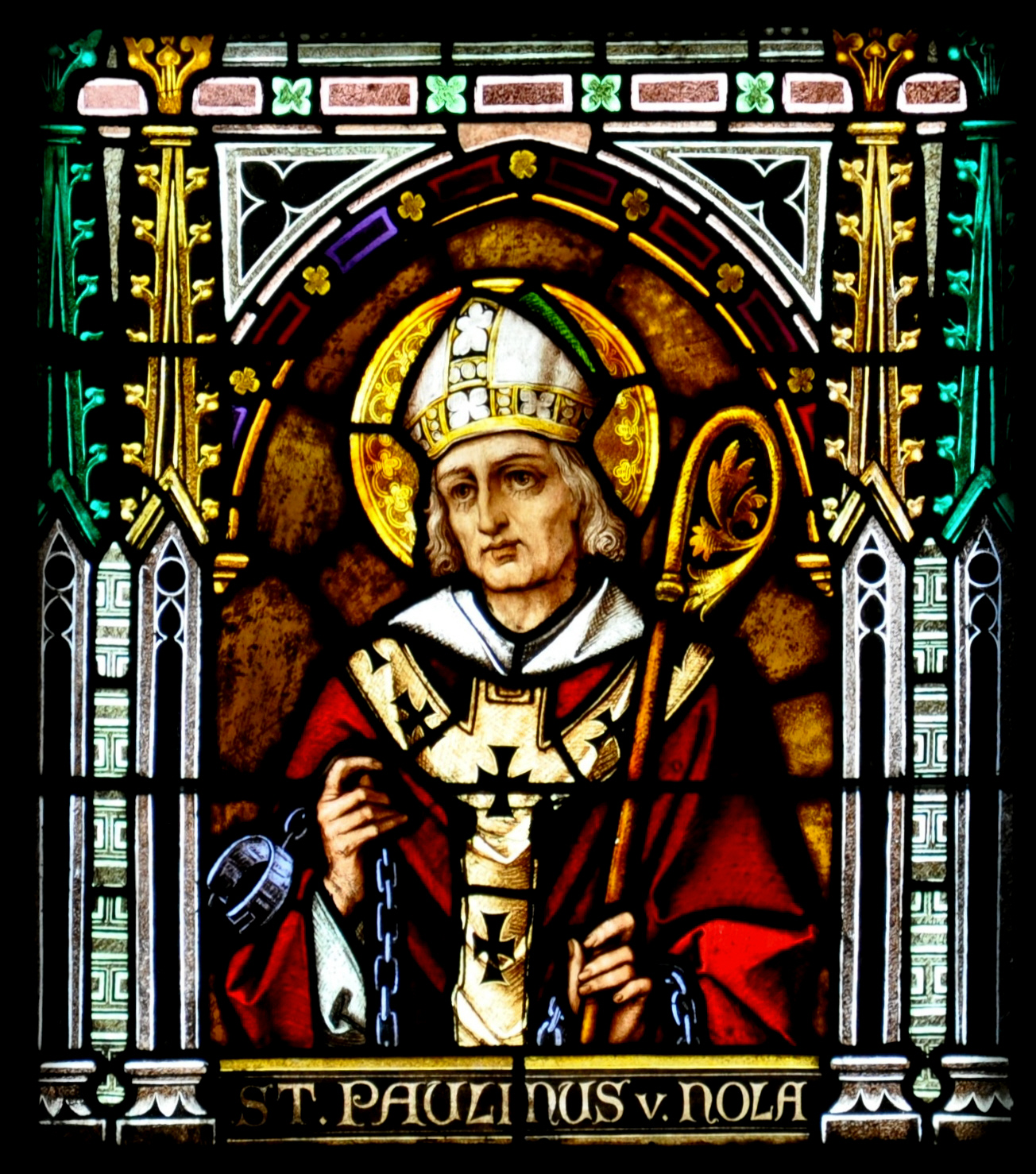
San Paolino in una vetrata del Duomo di Linz
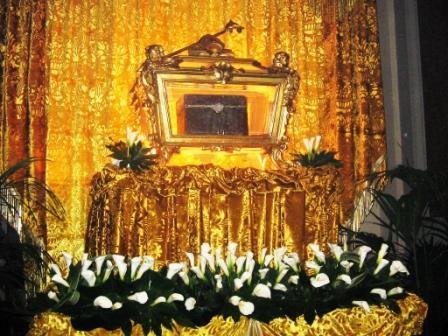
Urna con le reliquie del santo a Nola